# 翁贝托一世桥
翁贝托一世桥（Ponte Umberto I）是意大利罗马的一座桥梁，连接庞特区的翁贝托一世桥广场（靠近纳沃纳广场周围）与普拉蒂区正义宫前的法庭广场。
这座桥长105米，有三个桥拱，由建筑师Angelo Vescovali设计，建于1885至1895年，献给意大利国王翁贝托一世，他与玛格丽塔王后一起为该桥揭幕。
这座桥在每个方向都有两条车道，靠左行驶，对于意大利的道路来说很不寻常。为了防止碰撞，中间有一道围栏。